# Ancylolomia
Genre
Ancylolomia est un genre d'insectes de l'ordre des lépidoptères (papillons), de la famille des Crambidae.

## Taxonomie
Ce genre a été décrit en 1825 par Jakob Hübner dans l'ouvrage une réédition de Verzeichniss bekannter Schmettlinge.

## Liste d'espèces rencontrées en Europe
Selon Fauna Europaea (7 février 2014) :
- Ancylolomia chrysographellus
- Ancylolomia disparalis
- Ancylolomia inornata
- Ancylolomia palpella
- Ancylolomia pectinatellus
- Ancylolomia tentaculella - le Crambus tentaculé
- Ancylolomia tripolitella